# Pukkila
Pukkila – wieś w Finlandii, w rejonie Uusimaa, w gminie Pukkila.